# Rudniški jašek
Rudniški jašek je jama, ki ima dvigalo oziroma šalo, s katerim se dostopa do nahajališča rude s površja. Jaški se uporabljajo za prevoz ljudi, materiala, rude in včasih tudi zračenje.